# الجامعة الإسلامية (غزة)

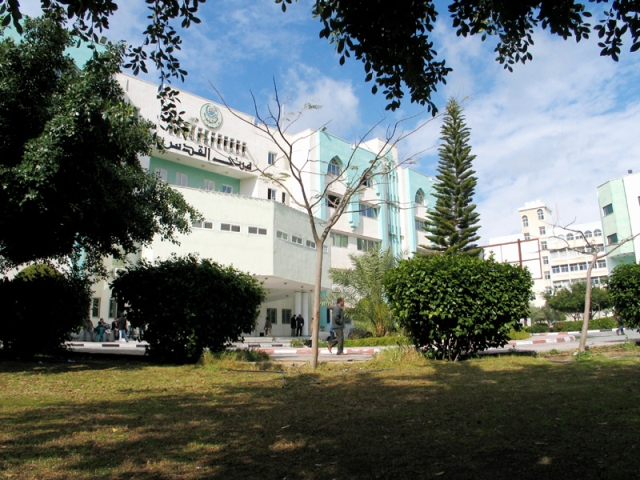
مبنى القدس في الجامعة الإسلامية بغزة - كلية الهندسة

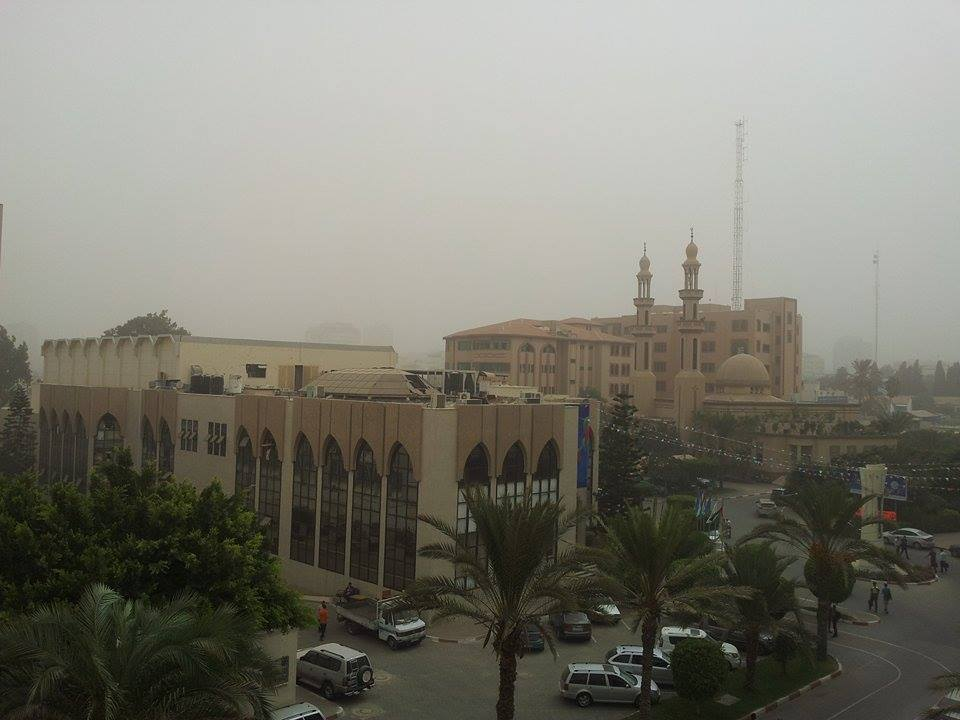
صورة للجامعة الإسلامية بغزة

الجامعة الإسلامية غزة هي مؤسسة أكاديمية مستقلة من مؤسسات التعليم العالي في فلسطين، تعمل بإشراف وزارة التربية والتعليم العالي الفلسطينية، تأسست في العام 1978 هي عضو في اتحاد الجامعات العربية ورابطة الجامعات الإسلامية ورابطة جامعات البحر الأبيض المتوسط والاتحاد الدولي للجامعات وتربطها علاقات تعاون بالكثير من الجامعات العربية والأجنبية.
تهدف الجامعة إلى توفير جو أكاديمي لطلبتها ملتزم بالقيم الإسلامية ومراعي لظروف الشعب الفلسطيني وتقاليده، وتسعي لوضع كل الإمكانيات المتاحة لخدمة العملية التعليمية، وتهتم بالجانب التطبيقي اهتمامها بالجانب النظري، كما وتهتم بتوظيف وسائل التكنولوجيا المتوفرة في خدمة العملية التعليمية.
الحرم (المقر) الرئيسي للجامعة يقع في منطقة الرمال الجنوبي بمدينة غزة على مسافة لا تزيد عن كيلومتر واحد عن شاطئ البحر. وتتميز تلك المنطقة بحيوتها العالية حيث تتواجد فيها العديد من المؤسسات الأخرى سواء الحكومية أو الخاصة، بل تتواجد فيها جامعتين أخرى ين هما جامعة الأزهر بغزة وجامعة الأقصى.
وللجامعة الإسلامية بغزة ثلاثة مواقع أخرى في قطاع غزة وهي: أ) مركز الجنوب ويوجد في ضاحية معن شرق مدينة خان يونس، وب) حرم النصيرات ويقع غربي أرض النصيرات على أرض محاذية لشاطئ البحر كانت في السابق مستوطنة للاحتلال الإسرائيلي، وج) حرم الشمال
بلغ الإجمالي العام لعدد طلاب الجامعة الإسلامية بغزة 20000 طالباً وطالبة موزعين على مختلف البرامج والدرجات الدراسية (حسب إحصائيات الجامعة المعلنة على موقعها الإلكتروني). الجدول المدرج في فقرة كليات الجامعة الإسلامية بغزة أدناه يبين توزيع العدد الإجمالي على الكليات المختلفة.

## كليات الجامعة الإسلامية بغزة
الجدول التالي يشتمل على قائمة بكليات الجامعة الإسلامية مرتبة حسب تاريخ الإنشاء (الأحدث فالأقدم).
ويلي اسم كل كلية إشارة للدرجات الأكاديمية التي تمنحها وكذلك إجمالي عدد الملتحقين بها حسب إحصائية الجامعة للعام الدراسي 2004/2005 م.
| الرقم | الكلية                    | تاريخ التأسيس | بكالوريوس | دبلوم عالي | ماجستير | دكتوراه | عدد الطلبة |
| ----- | ------------------------- | ------------- | --------- | ---------- | ------- | ------- | ---------- |
| 1     | الطب                      | 2006          | *         |            |         |         | 30         |
| 2     | تكنولوجيا المعلومات (ت.م) | 2004          | *         |            | *       |         | 440        |
| 3     | الهندسة                   | 1993          | *         |            | *       |         | 2576       |
| 4     | التمريض                   | 1985          | *         |            |         |         | 319        |
| 5     | العلوم                    | 1980          | *         |            | *       |         | 959        |
| 6     | التجارة                   | 1980          | *         |            | *       |         | 1710       |
| 7     | التربية                   | 1979          | *         | *          | *       |         | 5456       |
| 8     | الآداب                    | 1978          | *         |            | *       |         | 1230       |
| 9     | الشريعة والقانون          | 1978          | *         |            | *       |         | 1339       |
| 10    | أصول الدين                | 1979          | *         |            | *       | *       | 1088       |
| 11    | العلوم الصحية             | 2012          | *         |            |         |         |            |

كلية الشريعة والقانون وكلية أصول الدين تأسستا ككلية واحدة باسم (كلية الشريعة وأصول الدين) ولكن تم الفصل بينهما إلى كليتين منفصلتين.

### قسم اللغة الإنجليزية
تأسس قسم اللغة الإنجليزية عام 1984، ويضم حاليا ما يزيد عن ألف طالب وطالبة في كليتي الآداب والتربية. ويعتبر برنامج البكالوريوس للغة الإنجليزية من أكثر البرامج نجاحًا في الجامعة، حيث يعد حملة شهادات اللغة الإنجليزية هم الأنجح على صعيد الأراضي الفلسطينية وتحديدا غزة بحكم ان جلّهم خريجو الجامعة الإسلامية. ويهدف القسم في الجامعة لإعداد خريجين مهرة لمساعدة المجتمع وبناؤه، وسد حاجة المجتمع من خريجي اللغة الإنجليزية. ويهدف القسم بحلول عام 2020 إلى إدراج تخصصين إضافيين لطلبة الماجستير في اللغة الإنجليزية وهما اللسانيات التطبيقية والترجمة. في خطوة للتطلع إلى برامج الدكتوراه لطلبة قسم اللغة الإنجليزية.

## مرافق الجامعة الإسلامية بغزة

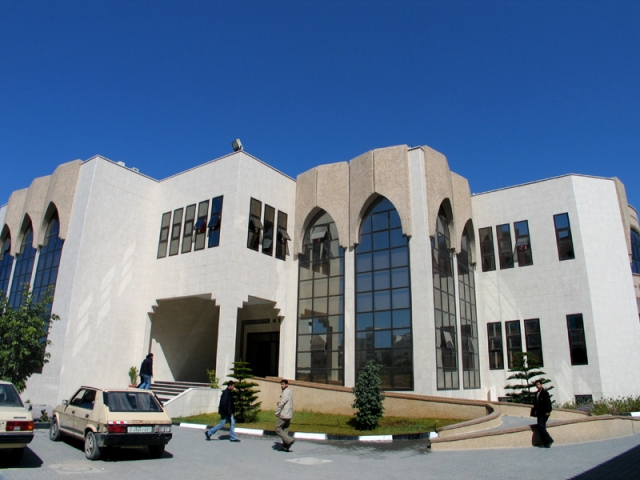
مبني قاعة المؤتمرات بالجامعة

- قاعات دراسية.
- مكتبات.
- معامل/مختبرات.
- قاعات مؤتمرات.
- مرافق رياضية.
- كافتيريات.
- مسجد الجامعة.

## في المجتمع المحلي والإعلام
المجتمع المحلي للجامعة الإسلامية يشمل قطاع غزة وأيضا الضفة الغربية، ويتجسد دور الجامعة الإسلامية في تنمية هذا المجتمع المحلي من خلال أنشطة علمية وعملية تقوم بها بمفردها أو بالتعاون مع مؤسسات تنموية أخرى تعمل بداخل المجتمع المحلي. وعلى مدار تجربة الجامعة الطويلة في هذا المضمار، تأسست لديها مجموعة من المراكز والمرافق التي تضطلع بـ وتشرف على أنشطتها الموجهة نحو تنمية المجتمع المحلي، من بينها:
| - عمادة خدمة المجتمع والتعليم المستمر. - مركز الدراسات البيئية والريفية - مركز تحليل الأغذية. - مختبرات المواد والتربة. - وحدة البحوث والدراسات التجارية. - مختبرات التحاليل الطبية. | - المكتبة المركزية. - لجنة الإفتاء. - مركز التقنيات المساعدة. - مختبر علم النفس. - مركز مصادر التعليم. - إدارة تكنولوجيا المعلومات | - مختبر الصحافة والإعلام. - مركز عمارة التراث -كلية الهندسة-قسم الهندسة المعمارية - مركز التاريخ الشفوي - مركز القرآن والدعوة الإسلامية - إذاعة القران الكريم التعليمية -الجامعة الإسلامية غزة - قناة الكتاب الفضائية التابعة للجامعة الإسلامية - معهد اللغة الإنجليزية - معهد التنمية المجتمعية |

## التبادل الأكاديمي مع الجامعات الدولية
تهدف الجامعة إلى تعزيز الوعي بين الثقافات ومشاركة أكثر نشاطاً مع المجتمع الدولي وتحسين الأداء والتعلم بالإضافة إلى زيادة التمكين الذاتي والثقة بالنفس. لذلك عملت الجامعة بالشراكة مع جامعات دولية في عدة مشاريع لدعم الحراك الاكاديمي الدولي لكل من الطلاب والطاقم التدريسي في الجامعة، تدعم هذه المشاريع التبادل الاكاديمي للطلاب في الجامعة سواء من درجة البكالوريوس أو الماجستير.
من أبرز الجامعات الني تمت الشراكة معها: -
جامعة جلاسكو 
جامعة برشلونة
جامعة غرناطة
جامعة تامبرا
جامعة لاكويا
جامعة وارسو

## قصف الجامعة خلال الهجوم على غزة ديسمبر 2008
خلال الهجوم على قطاع غزة (2008 - 2009) تعرضت الجامعة لقصف إسرائيلي من الجو في منتصف ليل الإثنين 29 ديسمبر 2008، وأفادت وكالات الأنباء أن القصف استهدف مبنى المختبرات العلمية في الجامعة والمكون من خمسة طوابق. كما تعرضت عدة مباني أخرى في الجامعة لأضرار بالغة بسبب القصف الإسرائيلي للجامعة.
وفي عام 2006 كذلك تعرضت الجامعة الإسلامية للقصف بعد عملية اختطاف الجندي جلعاد شاليط حيث تم قصف مبنى مجلس طلبة الجامعة دون أن يسفر ذلك القصف عن أي إصابات كما.

### قصف الجامعة خلال الحرب على غزة يونيو 2014
خلال الحرب الأخيرة على غزة وتحديدا في فجر يوم السابع والعشرين تعرض مبنى إدارة الجامعة الإسلامية للقصف الصهيوني الوحشي مما خلف اضراراً جسيمة في المبنى، ويضم المبنى الرئيسي المكاتب الإدارية لرئاسة الجامعة ونواب الرئيس وعمداء الكليات، ومكتب الشئون الأكاديمية والتعليم الإلكتروني وشئون الموظفين وعمادة الجودة والتخطيط وكليات الآداب والتربية والهندسة والشريعة والقانون والدراسات العليا ونظراً لشدة الانفجار فإن العديد من المباني المحيطة والمجاورة لهذا المبنى قد تضررت. وقد أشارت التقديرات الأولية أن الخسائر الناتجة عن هذا القصف تصل إلى مليون ونصف مليون دولار، كما أن الجامعة الإسلامية هي جامعة وطنية أهلية مستقلة غير تابعة لأي تنظيم من التنظيمات الوطنية وتعتبر الجامعة الإسلامية عضواً فاعلاً في العديد من الاتحادات العالمية والعربية والإسلامية للجامعات وقد فازت بالعديد من الجوائز على المستويين الدولي والمحلي.

## شخصيات بارزة

### أساتذة بارزون
- نزار ريان
- بسام السقا
- خميس الإسي

### خريجون بارزون
- أحمد الجعبري
- أحمد بحر
- إسراء المدلل
- إسماعيل هنية
- إيهاب الغصين
- خليل الحمرا
- خليل الحية
- سامي أبو زهري
- عطا الله أبو السبح
- فادي البطش
- فتحي حماد
- محمد دحلان
- يوسف الشرافي
- يحيى السنوار
- محمد الضيف